# Бернардини, Адриано
Адриано Бернардини (итал. Adriano Bernardini; род. 13 августа 1942, Пьяндимелето, королевство Италия) — итальянский прелат и ватиканский дипломат. Титулярный архиепископ Фалери с 20 августа 1992. Апостольский нунций в Бангладеш с 20 августа 1992 по 15 июня 1996. Апостольский нунций на Мадагаскаре, Маврикии и Сейшельских Островах с 15 июня 1996 по 24 июля 1999. Апостольский нунций в Таиланде, Сингапуре, Малайзии и Камбодже, апостольский делегат в Брунее, Лаосе и Мьянме с 24 июля 1999 по 26 апреля 2003. Апостольский нунций в Аргентине с 26 апреля 2003 по 15 ноября 2011. Апостольский нунций в Италии и Сан-Марино с 15 ноября 2011 по 13 сентября 2017.